# 105 mm haubica M119
M119 – lekka haubica holowana używana przez armię USA, pochodna brytyjskiej haubicy L119. Może być transportowana drogą powietrzną, w tym z pomocą śmigłowców, lub zrzucana na spadochronie.

## Pochodzenie i rozwój konstrukcji
Haubica została zaprojektowana i wyprodukowana przez brytyjską firmę Royal Ordnance jako lekkie działo L118 i L119. W wersji L118 działo jest zasilane 105 mm amunicją rozdzielnego ładowania (osobno pocisk i ładunek miotający). W 1975 działo L118 weszło do służby w armii brytyjskiej. Działa tego typu wzięły udział w wojnie o Falklandy, gdzie wystrzeliwały nawet 400 pocisków dziennie. L119 to L118 przystosowane do natowskiej standardowej scalonej amunicji kalibru 105 mm. W 1987 roku podpisano umowę licencyjną na produkcję działa L119 jako M119 w celu zastąpienia haubicy M102. W grudniu 1989 r. haubica M119 weszła na uzbrojenie amerykańskiej 7. Dywizji Piechoty. Wersja M119A1 zawiera kilka ulepszeń, w tym obniżenie dolnej granicy temperatury z -30 st. C do -45 st. C, dodanie amerykańskiego cyfrowego systemu kontroli ognia i polepszenie obsługiwalności. Planowany czas wycofania konstrukcji ze służby to 2008 r. M119 jest używana w amerykańskich lekkich dywizjach regularnej armii, w tym przez 10 Dywizję Górską, 25 Dywizję Piechoty, oraz w 82. i 101 Dywizji Powietrznodesantowej, a także w batalionach artylerii Gwardii Narodowej.
Może być zrzucana na spadochronie w czasie operacji powietrznodesantowych i transportowana podwieszona pod śmigłowcami CH-47 Chinook i UH-60 Blackhawk w operacjach powietrznoszturmowych.

## Amunicja
Haubica M119A1 strzela wszystkimi standardowymi rodzajami amunicji NATO kalibru 105 mm i pociskami wspomaganym rakietowo, w tym:
- M1 – burzący
- M314 – oświetlający
- M60/M60A2 – dymny z białym fosforem
- M913 HERA – pocisk burzący z dodatkowym napędem rakietowym zasięg 19 km
- M760 HE – pocisk burzący o zasięgu 14 km

## Wersje haubicy
- M119 – oryginalna kopia L119
  - M119A1 – niewielkie ulepszenia, w tym kontroli ognia i obsługi
  - M119A2 – ulepszenie urządzeń obserwacyjnych